# Jávai vitézsas
A jávai vitézsas (Nisaetus bartelsi) a madarak (Aves) osztályának a vágómadár-alakúak (Accipitriformes) rendjébe, ezen belül a vágómadárfélék (Accipitridae) családjába tartozó faj. Indonézia nemzeti madara.

## Rendszerezése
A fajt Carl Jakob Sundevall svéd zoológus írta le 1851-ben, az Spizaetus nembe Spizaëtus nipalensis bartelsi néven. Sokáig ebben a nemben szerepelt, Spizaetus bartelsi néven.

## Előfordulása
Indonéziához tartozó Jáva szigetén honos. Természetes élőhelyei a szubtrópusi és trópusi síkvidéki és hegyi esőerdők, valamint ültetvények. Állandó, nem vonuló faj.

## Megjelenése
Testhossza 61 centiméter.
|  |  |

## Természetvédelmi helyzete
Az elterjedési területe nem nagy, széttöredezett és csökken, egyedszáma 300-500 példány közötti és szintén csökken. A mezőgazdaság, a fakitermelés és a vadászat veszélyezteti. A Természetvédelmi Világszövetség Vörös listáján veszélyeztetett fajként szerepel.